# Karin Ambjörnsdotter
Karin Ambjörnsdotter var en av de åtalade i den berömda häxprocessen i Katarina under det stora oväsendet.
Hon var gift med hökaren Jöran Jöransson eller Göttersson i kvarteret Oron i Stockholm. Hon hade varit föremål för trolldomsrykten länge. Hon anklagades för att ha deltagit i bortförandet av barn till Blåkulla. Det är möjligt att Britta Sippel först utpekade henne: Karin och hennes make hade tidigare nekat hyra ut bostad till Sippel. 
33 personer vittnade mot henne, bland dem myrapigan Agnis Eskilsdotter och Lisbet Carlsdotter. Lisbet vittnade om att Karin placerat 40 barn på kaplan Myranders rygg och fara iväg med honom till Blåkulla. Carlsdotter krävde inför rätten att Karin skulle dömas till döden och sade att om Karin inte fick dödsdom skulle hennes offer ändå döda henne. Hennes make vittnade till hennes förmån: han sade inte bara - som andra män som vittnade till sina hustrurs förmån - att han inte kände till att hans fru ägnade åt häxkonst, utan underströk att han efter sjutton års äktenskap visste att hon var oskyldig och kunde gå ed på det inför rätten. 
Karin hade gott rykte och uppträdde sedesamt och värdigt inför rätten och förnekade lugnt sin skuld på samma sätt som Margareta Remmer, ett uppträdande som gav ett gott intryck på rätten. Hon dömdes till döden i första instans. Karin tappade då behärskningen och hädade mot rätten, men bad sedan om ursäkt. Rätten accepterade hennes ursäkt, men hennes utbrott bidrog till att hennes dödsdom bekräftades i högre instans. 
Hon och Margareta Matsdotter ("Dufvan") dömdes båda till döden. Det rådde länge osäkerhet kring Dufvans dom, som gång på gång togs upp till diskussion av trolldomskommissionen, och Erik Noraeus bad att hon skulle friges. Däremot bad han inte att Karin skulle frikännas. Karin själv frågade varför hennes dödsdom sköts upp, då hon var förberedd på den. 
Sedan barnvittnena 11 september 1676 hade avslöjats som lögnare, frikändes dock de kvarvarande åtalade frikändes. Den 19 september frikändes Britta Sippelas man murmästare Galle; 27 september Margareta Staffansdotter Remmer; i oktober frigavs den 84-åriga Agnes Johansdotter, och slutligen i november Karin Fontelius, Karin Ambjörnsdotter och Dufwans Margete. På tre olika ställen i dokumenten sägs att Karin Ambjörnsdotter räddades tack vare Guds barmhärtighet, och hennes fall tillhörde de som oftast framhävdes när myndigheterna ville påpeka vad menedarna hade gjort sig skyldiga till, eftersom hon hade en högre ställning än de flesta andra dödsdömda och hennes fall upprörde domarna extra mycket. 